# Hermetische Bruderschaft von Luxor
Die Hermetische Bruderschaft von Luxor (englisch Hermetic Brotherhood of Luxor) war ein initiierender okkulter Orden, der 1884 zum ersten Mal in die Öffentlichkeit trat, internen Dokumenten von Peter Davidson zufolge aber wohl schon 1870 von Max Théon in London gründet worden war. Theon war zuvor in Kairo bei dem koptischen Magier Paulos Metamon in Lehre, der auch Helena Blavatsky unterrichtete und dem man nachsagte der „Vater“ von Theon zu sein. Thomas Burgoyne (aka Thomas Dalton) gesellte sich 1883 zu diesen um beim Betrieb des Ordens zu helfen. Burgoyne schrieb später ein Buch, Light of Egypt, das die grundlegenden Lehren der H. B. von L. enthielt.
Die Lehren des Ordens bezogen sich stark auf die Sexualmagie von Paschal Beverly Randolph, der auch den Ordo Templi Orientis (O.T.O.) unter Aleister Crowley beeinflusste. Es ist unklar, ob Randolph selbst Mitglied der H. B. of L. war.
Unter den Mitgliedern des Ordens befanden sich viele Theosophen. Diese traten aus, als Davidson behauptete, die Lehren der Blavatsky stammten von einem „extrem unbedeutenden Orden, der dem Buddhismus zuzurechnen sei“. Hinzu kam der Hodgson Report, eine durch Richard Hodgson im Jahre 1884/1885 von der ebenfalls in London gegründeten Society for Psychical Research durchgeführte Untersuchung der paranormalen Phänomene rund um Helena Petrovna Blavatsky, in dem diese als Betrügerin hingestellt wurde. Umgekehrt behauptete die Theosophen-Fraktion, die Verurteilung des Sekretärs des Ordens wegen Betruges im Jahre 1886 spräche für dessen Amoralität, so dass es zum Bruch kam, obwohl sich die Lehren der Theosophie und die Lehren Theons über eine Ur-Religion sehr ähneln.
Die Verbindungen des Ordens mit der mysteriösen „Bruderschaft von Luxor“, über die Helena Blavatsky schrieb, sind unklar.
Zu unterscheiden ist die H. B. of L. von der Hermetic Brotherhood of Light („Hermetische Bruderschaft des Lichts“), einem Vorläuferorden des Ordo Templi Orientis.